# فانوواتا جينتا
فانوواتا جينتا (بالتايلندية: ภานุวัฒน์ จินตะ)‏ (6 يناير 1987 في تايلاند - ) هو لاعب كرة قدم تايلندي في مركز الوسط. شارك مع منتخب تايلاند تحت 17 سنة لكرة القدم ومنتخب تايلاند تحت 20 سنة لكرة القدم ومنتخب تايلاند تحت 23 سنة لكرة القدم. أما مع النوادي، فقد لعب مع نادي تشونبوري وPTT Rayong F.C. ‏ وSongkhla United F.C. ‏ وPattaya United F.C. (2008) ‏ وChainat Hornbill F.C. ‏.

## وصلات خارجية
- فانوواتا جينتا على موقع قاعدة بيانات كرة القدم.إي يو (الإنجليزية)
- فانوواتا جينتا على موقع Soccerway.com (الإنجليزية)